# Двоюрідна бабуся Франкенштейна
«Двоюрідна бабуся Франкенштейна» (англ. Frankenstein's Great Aunt Tillie) — комедійний фільм з елементами жахів 1984 року про Франкенштейна, дія якого відбувається в Трансільванії.
Джун Вілкінсон, яка зіграла роль у фільмі, взяла інтерв'ю в книзі Екранні сирени кричать! про її роль. Про музику до фільму написано в книзі Musique fantastique.

## Синопсис
Замок Франкенштейна пустує вже багато років, і місцева рада планує повернути його у власність. Проте до нього повертається сім'я Франкенштейнів, щоб знайти заховані скарби і реанімувати чудовисько Франкенштейна.

## Акторський склад
| Актор                 | Роль                          |
| --------------------- | ----------------------------- |
| Дональд Плезенс       | Віктор Франкенштейн           |
| Івонн Фюрно           | Матильда "Тіллі" Франкенштейн |
| Джун Вілкінсон        | Ренді                         |
| Мігель Анхель Фуентес | Створіння                     |
| Альдо Рей             | Бургермістр                   |
| Жа Жа Габор           | Клара                         |